# John Hutton (baron)
John Hutton, baron Hutton of Furness (ur. 6 maja 1955 w Londynie) – brytyjski prawnik i polityk, członek Partii Pracy, były minister obrony.

## Życiorys
Wykształcenie odebrał w Westcliff High School for Boys oraz w Magdalen College na Uniwersytecie w Oksfordzie, gdzie ukończył studia prawnicze. Po studiach pozostał na uczelni, gdzie kontynuował karierę naukową. W 1987 r. bez powodzenia kandydował do Izby Gmin, dwa lata później nie zdołał się dostać także do Parlamentu Europejskiego. Upragnione miejsce w parlamencie (brytyjskim) przyniosły mu dopiero wybory z 1992 r. Od tamtej pory Hutton reprezentuje okręg Barrow and Furness.
Od 1998 r. zajmował różne stanowiska w resorcie zdrowia, a w 2001 r. został członkiem Tajnej Rady. W 2005 został szefem Urzędu Gabinetu i jednocześnie Kanclerzem Księstwa Lancaster. Jeszcze w tym samym roku przeniósł się na stanowisko ministra pracy i emerytur. Nowy premier Gordon Brown powierzył mu w czerwcu 2007 stanowisko ministra biznesu, przedsiębiorstw i reformy regulacyjnej. Pod tym ostatnim, nieco enigmatycznym, określeniem kryje się deregulacja brytyjskiego rynku energetycznego, którą Hutton miał nadzorować. W październiku 2008 r. został on przeniesiony na stanowisko ministra obrony. Zrezygnował z tego stanowiska 5 czerwca 2009 r. i ogłosił jednocześnie, że nie zamierza kandytować w kolejnych wyborach parlamentarnych.
Hutton był żonaty z Rosemary Caroline Little, którą poślubił w Oksfordzie w 1978 r. Małżonkowie rozwiedli się w 1993 r. Mają razem trzech synów (dwóch urodzonych w czerwcu 1984 r. i jednego w sierpniu 1988) oraz jedną córkę (ur. we wrześniu 1986).